# Babson Park
Babson Park – jednostka osadnicza w Stanach Zjednoczonych, w stanie Floryda, w hrabstwie Polk.